# Comércio do Funchal
O Comércio do Funchal, vulgarmente designado por "jornal cor-de-rosa", foi um importante semanário madeirense, lançado em setembro de 1934, que assumiu um importante papel na resistência à ditadura em Portugal. O semanário, originalmente lançado por uma editora gráfica funchalense (Empresa Gráfica Comércio do Funchal) como forma de publicitar os seus serviços, transformou-se rapidamente num jornal de referência nacional após o seu relançamento a 1 de janeiro de 1967. Foi neste jornal que Vicente Jorge Silva, cofundador e primeiro diretor do jornal Público, deu os seus primeiros passos no jornalismo.